# Fiat 500 (2020)
Der Fiat 500 von 2020 ist das erste Modell des italienischen Automobilherstellers Fiat, das nur mit Elektroantrieb angeboten wird. Der Nachfolger des ab 2007 verkauften Fiat 500 wird wieder der Kleinstwagenklasse zugerechnet. Äußerlich gleicht auch er dem zwischen 1957 und 1977 hergestellten Fiat Nuova 500. Neben einer dreitürigen Kombilimousine und einer dreitürigen Cabriolimousine gibt es zusätzlich erstmals eine Version mit einer weiteren Tür auf der Beifahrerseite, die gegenläufig zur vorderen öffnet.

## Geschichte
Ursprünglich sollte die neue 500-Generation am 3. März 2020 auf dem Genfer Auto-Salon vorgestellt werden. Wegen der COVID-19-Pandemie wurde der Auto-Salon am 28. Februar 2020 jedoch ersatzlos abgesagt, weshalb Fiat das Modell am 4. März 2020 in Mailand präsentierte. Seitdem wird das Modell verkauft. Ab November 2020 wurden die ersten Fahrzeuge an die Kunden ausgeliefert.
Zur Weltpremiere gestalteten die Unternehmen Giorgio Armani, Bulgari und Kartell drei Einzelstücke des 500. Sie wurden versteigert, der Erlös kam einer Umweltorganisation von Leonardo DiCaprio zugute.
Im November 2022 debütierte eine sportlichere Variante von Abarth. Zunächst ist sie als auf 1949 Exemplare limitiertes Sondermodell Scorpionissima erhältlich.
Seit 2024 wird die Baureihe auch in Nordamerika angeboten. Das Vorgängermodell wurde dort zwischen 2011 und 2019 vertrieben.

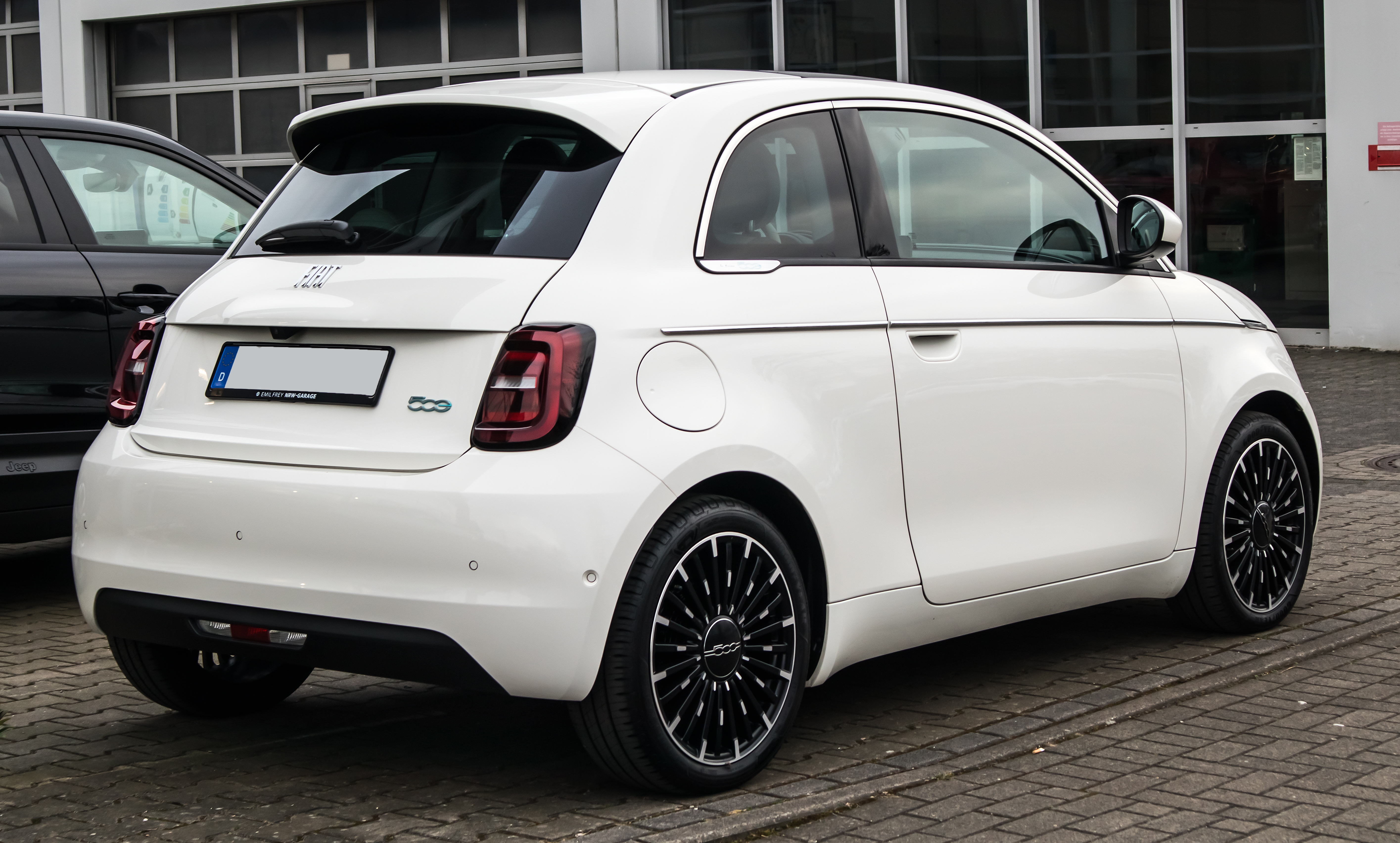
Heckansicht
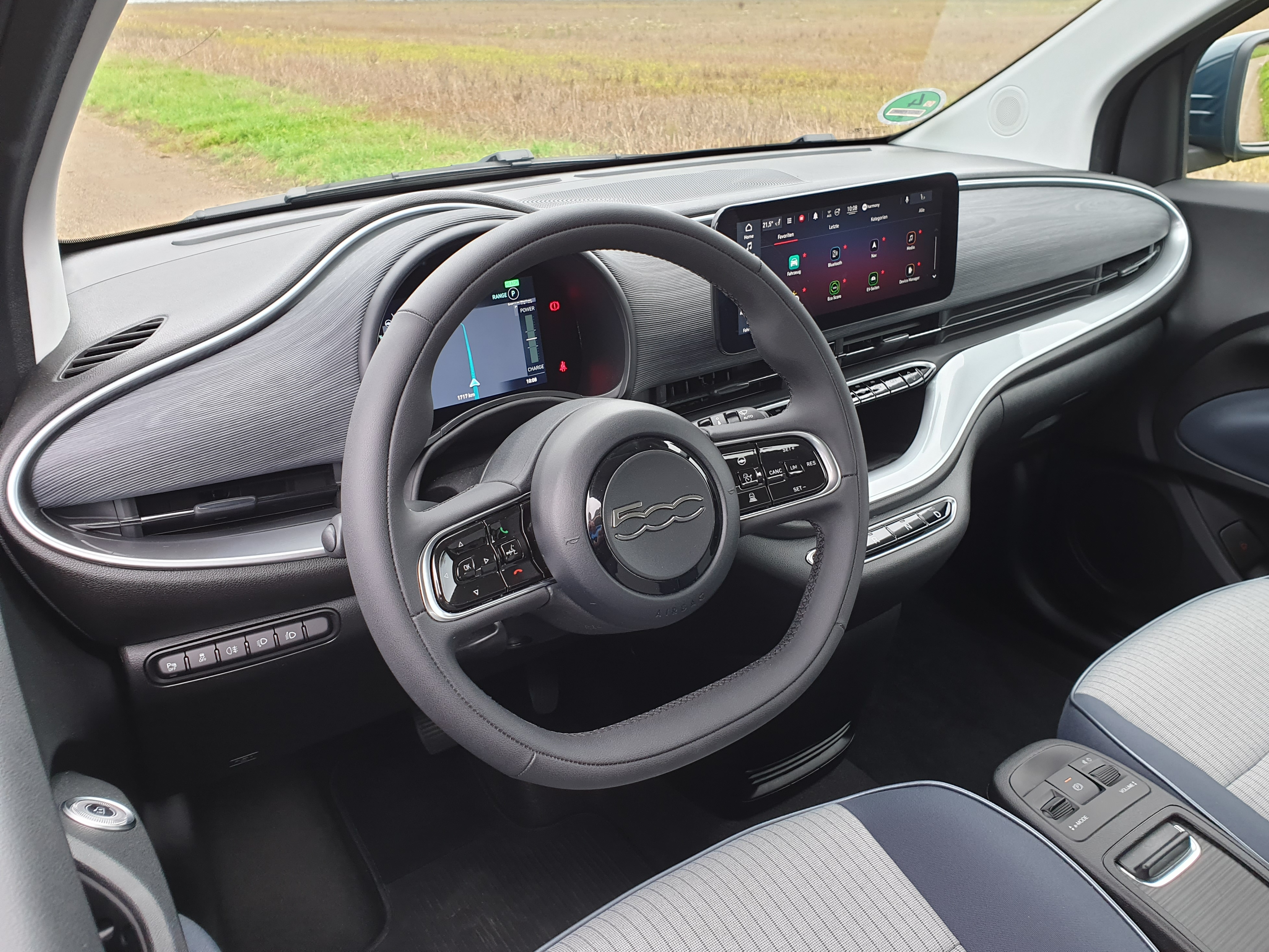
Armaturenbrett
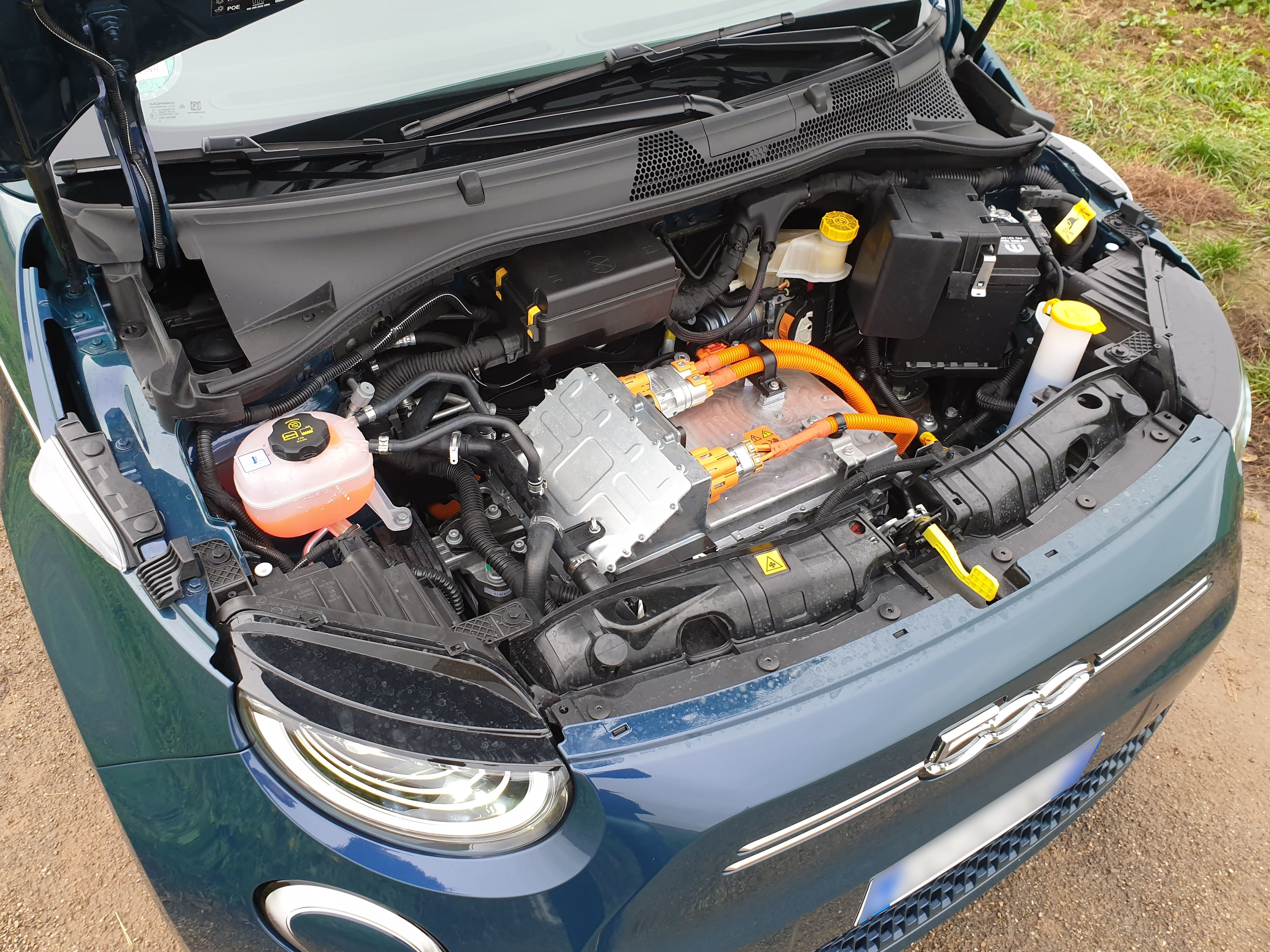
Motorraum 87 kW (118 PS)-Version
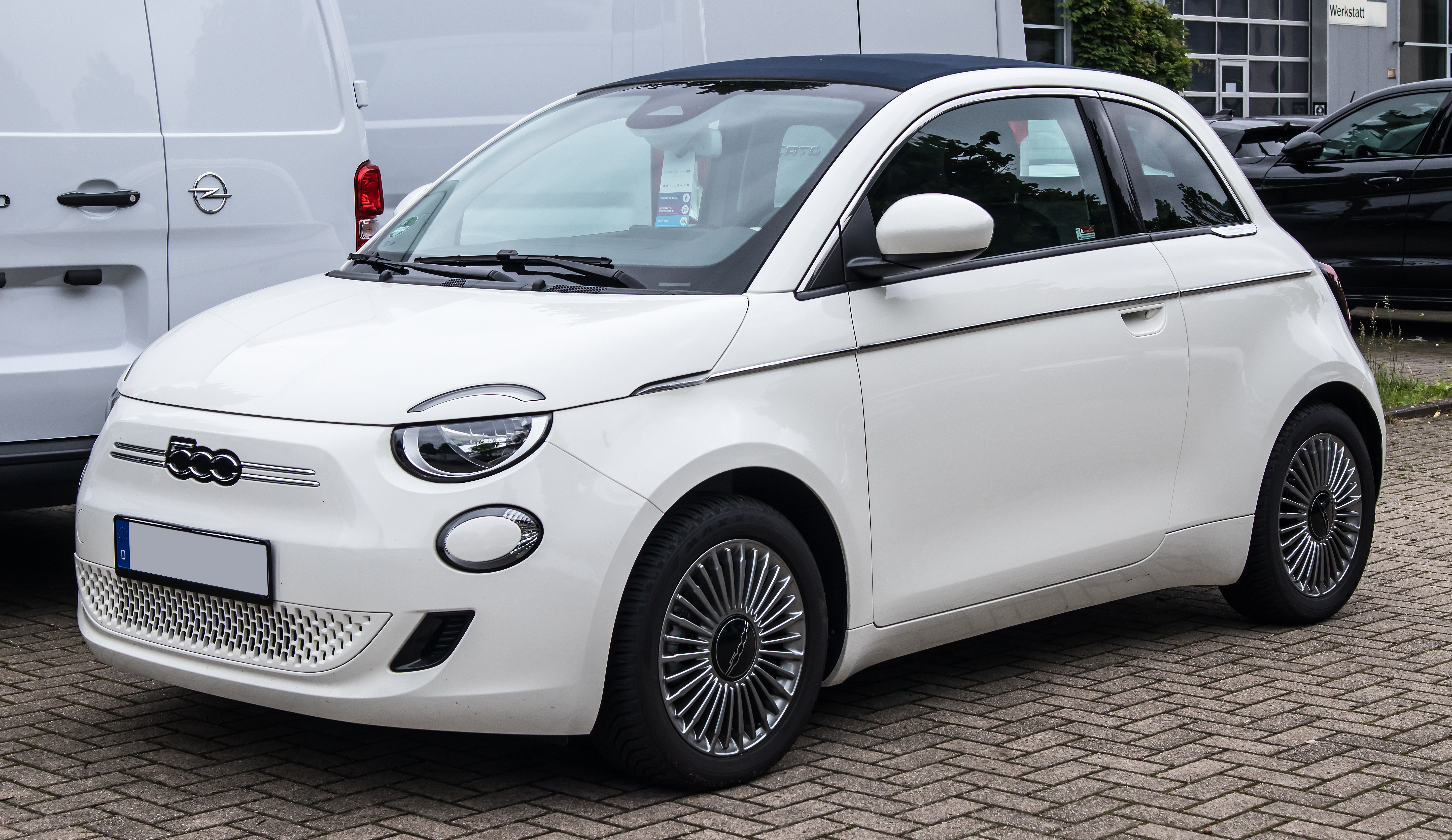
Fiat 500 Cabrio
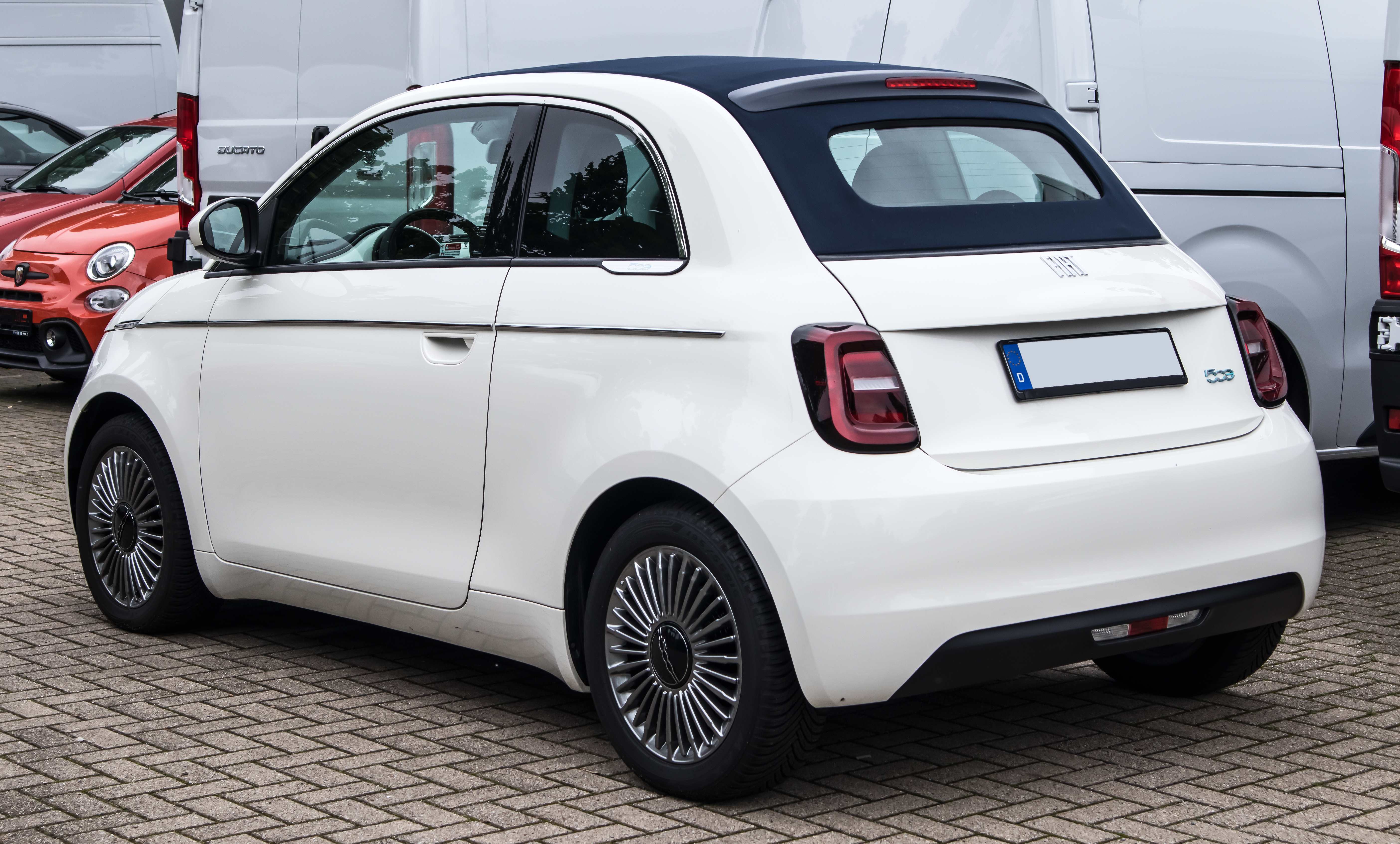
Heckansicht
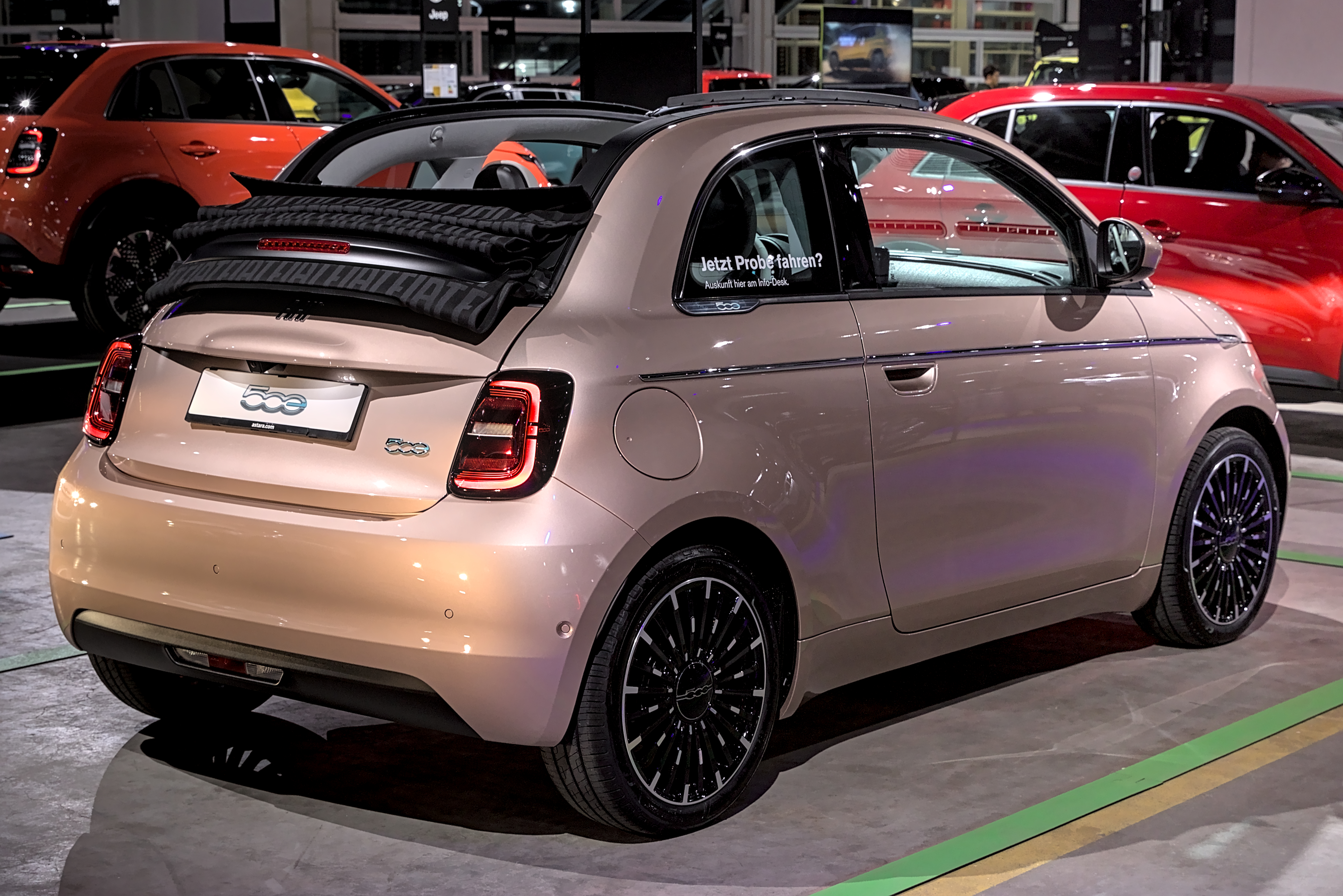
Heckansicht mit geöffnetem Verdeck
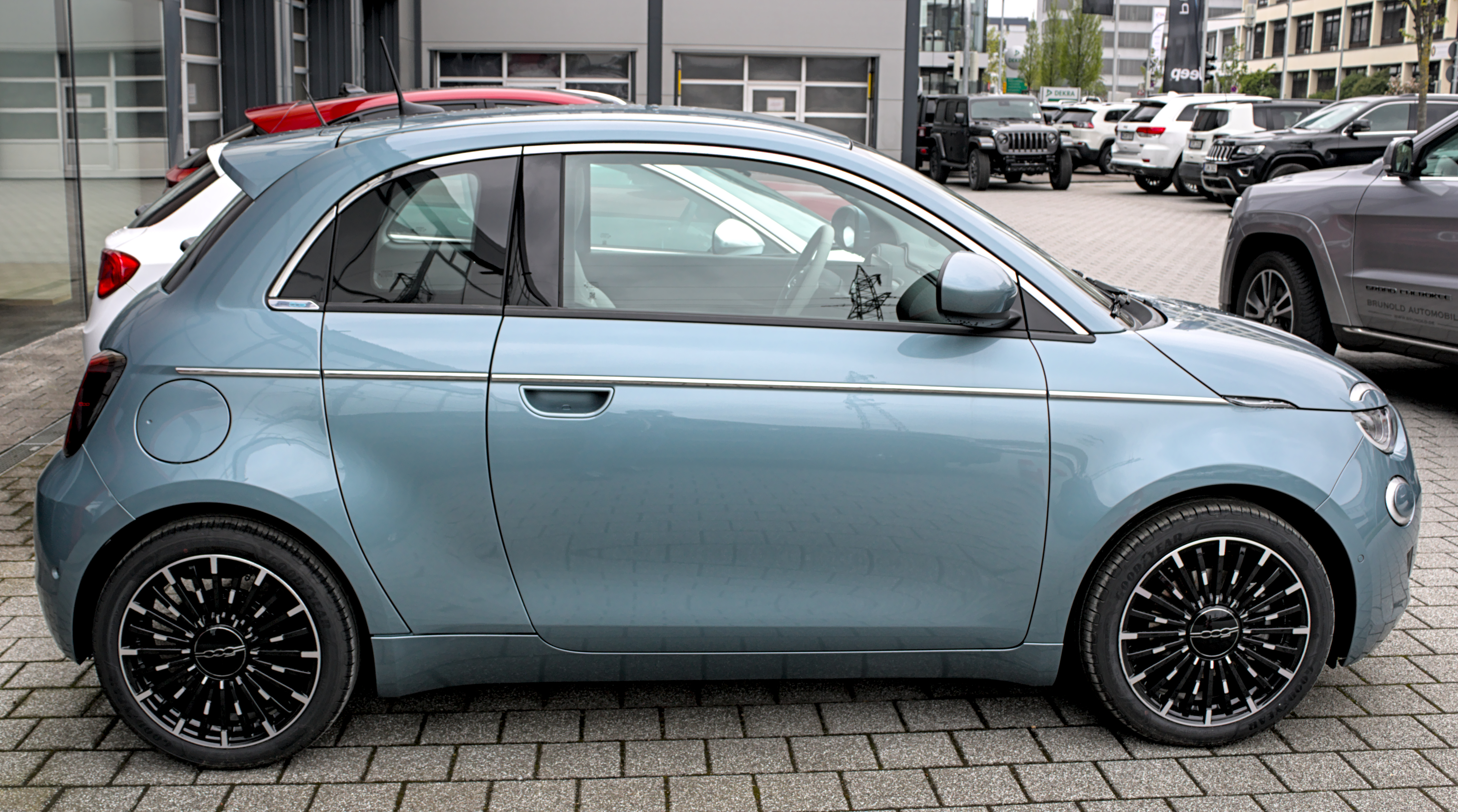
Fiat 500 3+1
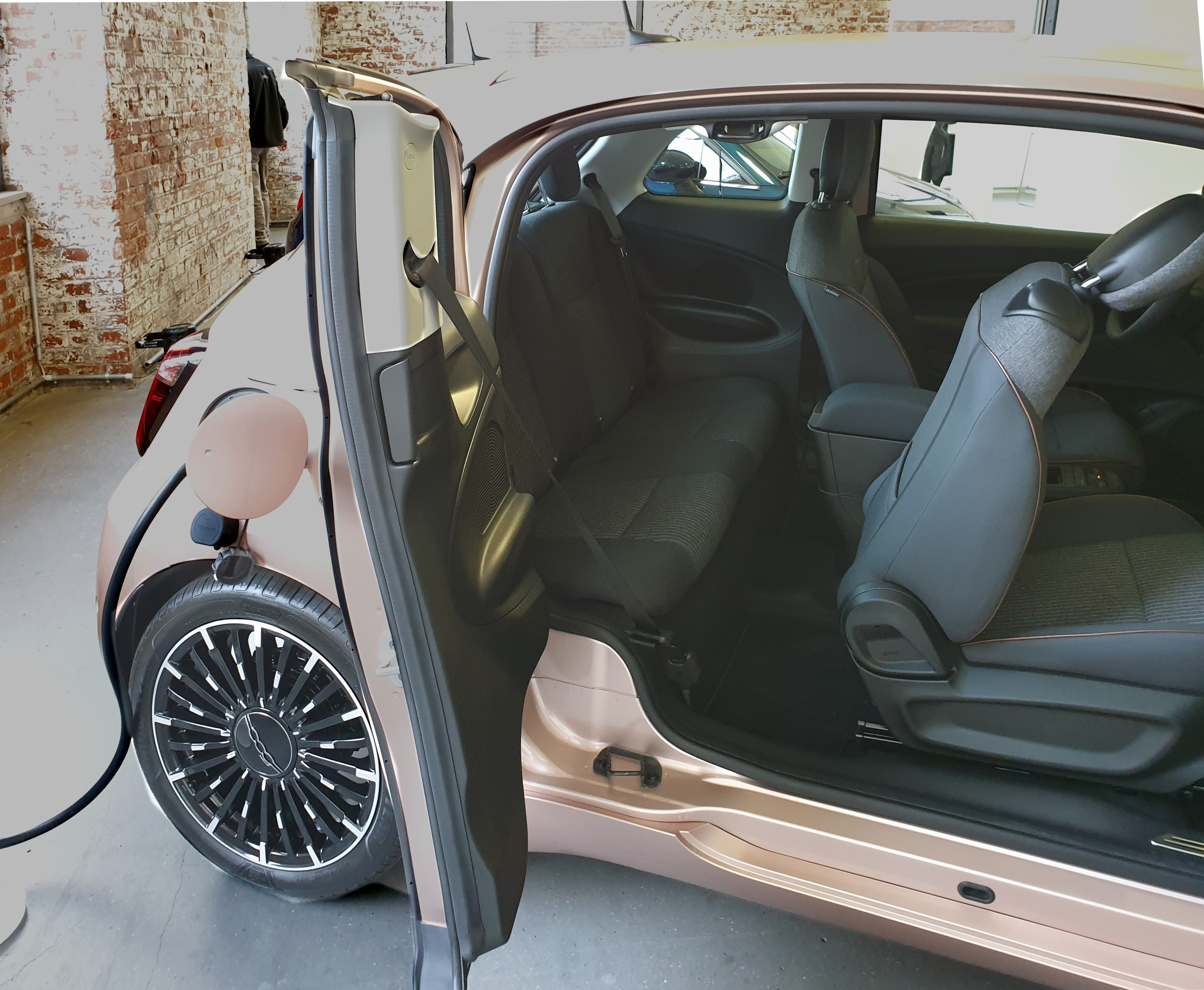
Die zusätzliche Tür beim 3+1 ist hinten angeschlagen
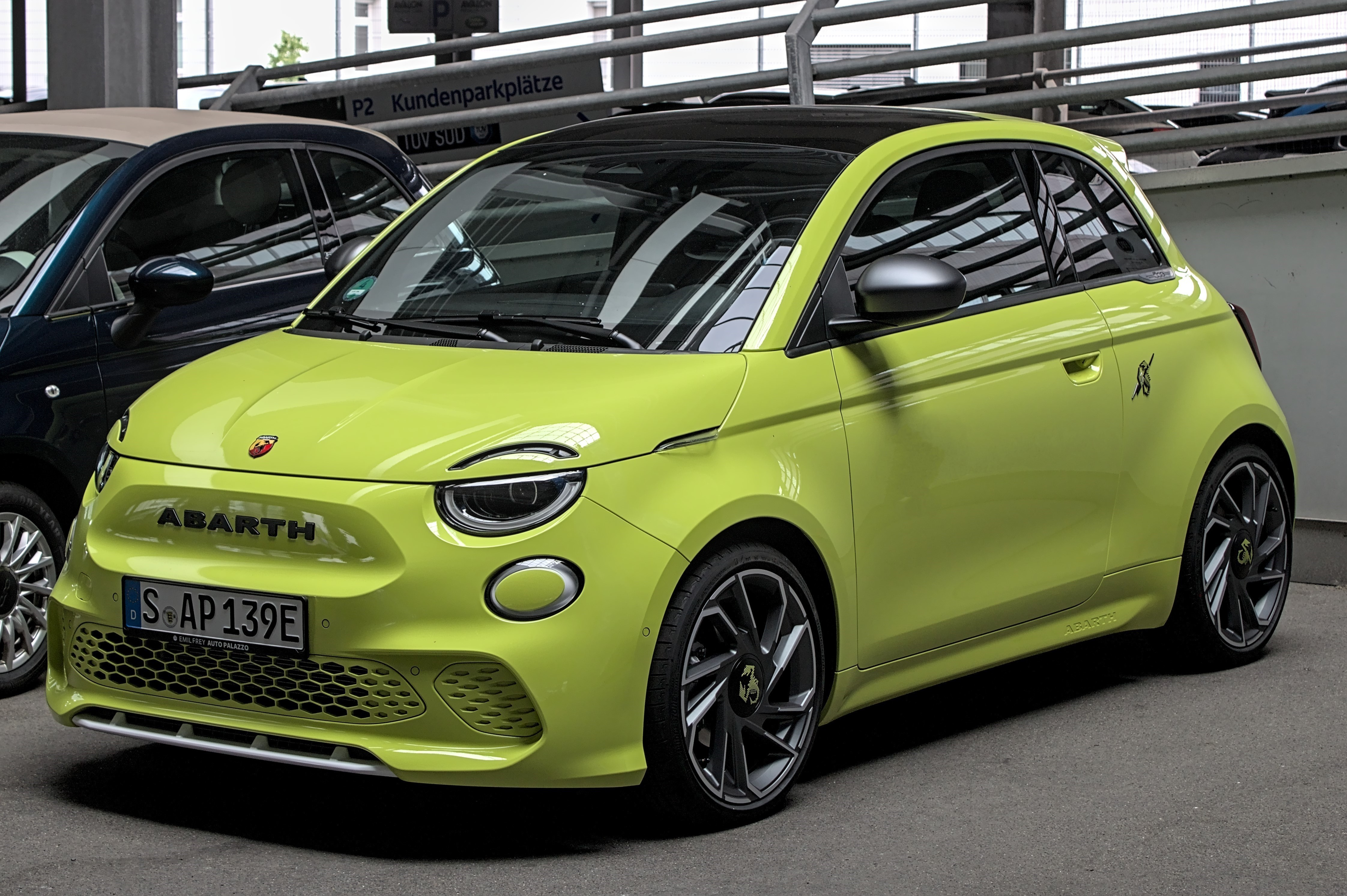
Abarth 500e
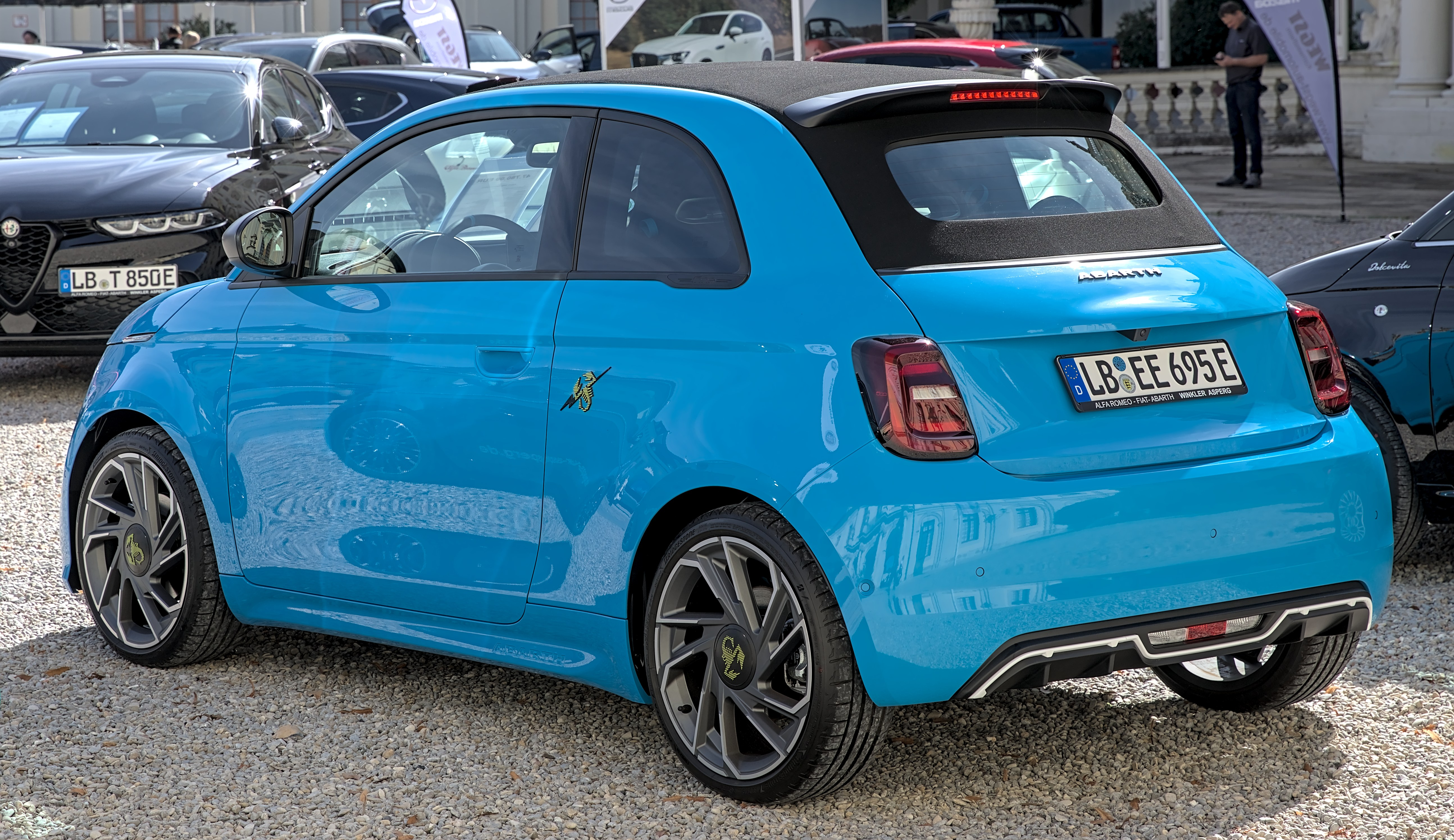
Abarth 500e Cabrio
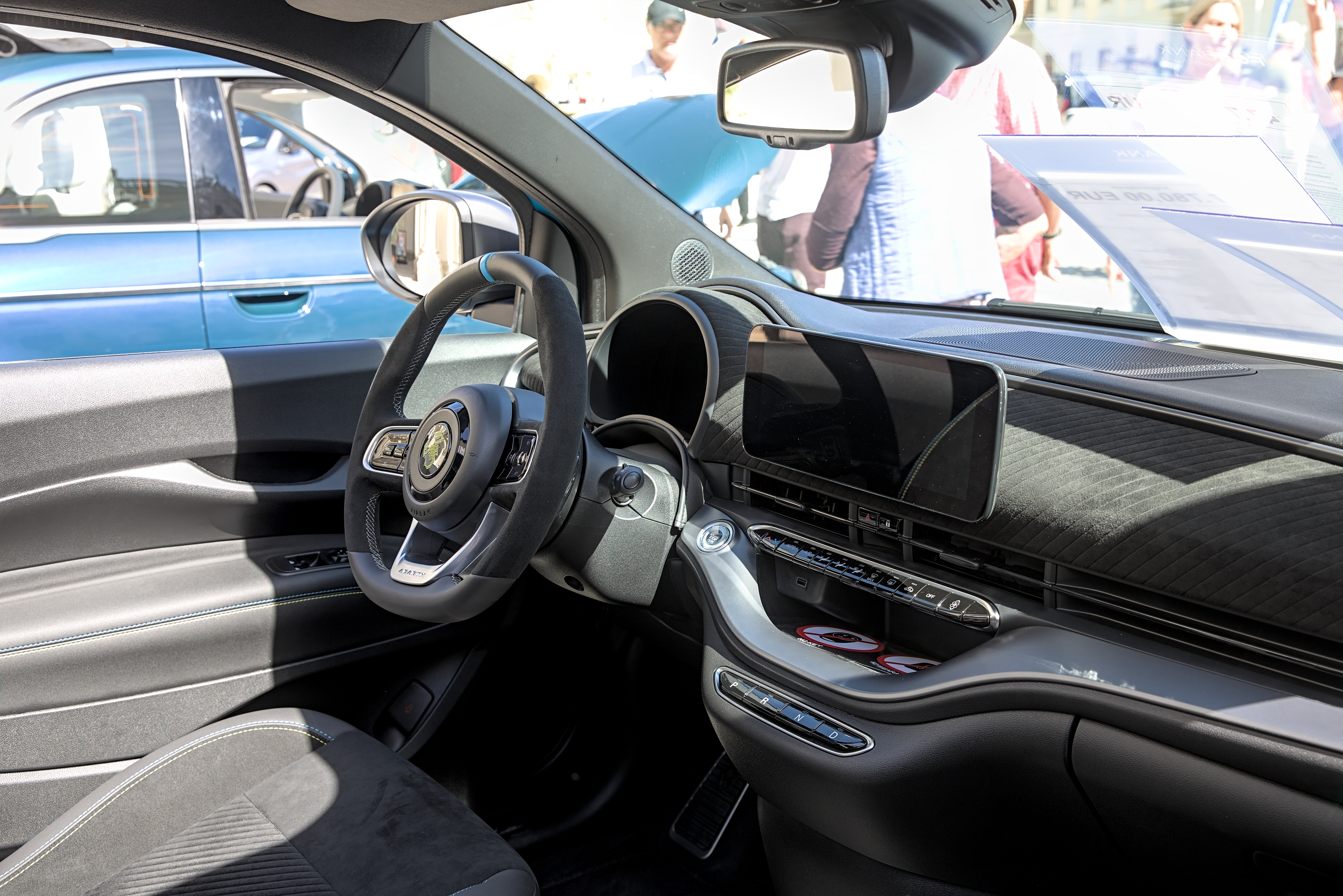
Abarth, Armaturenbrett

## Produktion
Im Gegensatz zum 2007 eingeführten Modell wird der neue 500 nicht mehr im polnischen Tychy, sondern im italienischen FCA-Werk Mirafiori gebaut.
Im Februar 2020 begann die Produktion von Vorserienmodellen, ehe sie am 13. März 2020 aufgrund der COVID-19-Pandemie unterbrochen wurde. Seit Juli 2020 werden die Serienmodelle hergestellt.

## Sicherheit
Im Herbst 2021 wurde der elektrische Fiat 500 vom Euro NCAP auf die Fahrzeugsicherheit getestet. Er erhielt vier von fünf möglichen Sternen.

## Technik

### Antrieb und Ausstattung
Der im Fahrzeugboden platzierte Akkumulator hat einen Energieinhalt von 42 kWh. Eine Schnellladefunktion via CCS-Stecker wird serienmäßig eingebaut. Damit soll der Akku mit bis zu 85 kW aufgeladen werden können. Die Reichweite nach WLTP wird mit 320 km angegeben. Außerdem ist das Einstiegsmodell Action mit einem 23,7 kWh-Akku erhältlich. Er kann mit bis zu 50 kW aufgeladen werden. Die Reichweite nach WLTP beträgt bis zu 180 km.
Der 87 kW starke Elektromotor ermöglicht eine Beschleunigung auf 100 km/h in neun Sekunden. Die Höchstgeschwindigkeit wird bei 150 km/h elektronisch begrenzt. Der Elektromotor im Einstiegsmodell leistet 70 kW. Die Beschleunigung auf 100 km/h soll in 9,5 s erfolgen, die Höchstgeschwindigkeit wird bei 135 km/h abgeregelt. Der Abarth erreicht maximal 155 km/h und soll in sieben Sekunden auf 100 km/h beschleunigen. Sein Elektromotor leistet 114 kW.
Der neue Fiat 500 ist mit verschiedenen Assistenzsystemen und mehreren Kameras ausgestattet, die teilautonomes Fahren ermöglichen. Dazu zählen unter anderem ein Spurhalteassistent, ein Geschwindigkeitsassistent, eine Müdigkeitswarnung und ein 360°-Kamera-System.

### Technische Daten
|                                   | Fiat 500 23,8 kWh                          | Fiat 500 42 kWh                            | Abarth 500e                                |
| --------------------------------- | ------------------------------------------ | ------------------------------------------ | ------------------------------------------ |
| Bauzeitraum                       | seit 11/2020                               | seit 11/2020                               | seit 06/2023                               |
| Antrieb                           |                                            |                                            |                                            |
| Motorart                          | Permanenterregte Drehstromsynchronmaschine | Permanenterregte Drehstromsynchronmaschine | Permanenterregte Drehstromsynchronmaschine |
| Max. Systemleistung               | 70 kW (95 PS)                              | 87 kW (118 PS) bei 4200 min−1              | 114 kW (155 PS)                            |
| Dauerleistung                     | 43 kW (58 PS)                              | 43 kW (58 PS)                              | 47 kW (64 PS)                              |
| Max. Drehmoment                   | 220 Nm                                     | 220 Nm bei 0–3733 min−1                    | 235 Nm                                     |
| Antriebsart                       | Frontantrieb                               | Frontantrieb                               | Frontantrieb                               |
| Getriebeart, Serie                | Eingang-Untersetzungsgetriebe              | Eingang-Untersetzungsgetriebe              | Eingang-Untersetzungsgetriebe              |
| Antriebsbatterie                  |                                            |                                            |                                            |
| Zellchemie                        | Nickel-Mangan-Cobalt-Akkumulator (NMC)     | Nickel-Mangan-Cobalt-Akkumulator (NMC)     | Nickel-Mangan-Cobalt-Akkumulator (NMC)     |
| Energieinhalt, brutto / netto     | 23,8 kWh / 21,3 kWh                        | 42,2 kWh / 37,3 kWh                        | 42,2 kWh / 37,3 kWh                        |
| Messwerte                         |                                            |                                            |                                            |
| Beschleunigung 0–100 km/h         | 9,5 s                                      | 9,0 s                                      | 7,0 s                                      |
| Max. Geschwindigkeit              | 135 km/h                                   | 150 km/h                                   | 155 km/h                                   |
| Verbrauch kombiniert (WLTP)       | 13,0 kWh/100 km                            | 14,0–14,8 kWh/100 km                       | 17,1–18,8 kWh/100 km                       |
| Reichweite kombiniert (nach WLTP) | 190 km                                     | 300–321 km                                 | 242–265 km                                 |
| Leergewicht nach DIN              | 1255 kg                                    | 1365–1405 kg                               | 1410–1435 kg                               |
| Maße L × B × H:                   | 3632 × 1683 × 1527 mm                      | 3632 × 1683 × 1527 mm                      | 3673 × 1682 × 1518 mm                      |
| Wendekreis                        | 9,7 m                                      | 9,7 m                                      | 9,4 m                                      |

## Zulassungszahlen in Deutschland
Seit dem Marktstart bis einschließlich Dezember 2024 sind in der Bundesrepublik Deutschland insgesamt 73.246 Fiat 500 mit Elektroantrieb neu zugelassen worden. Mit 29.635 Einheiten war 2022 das erfolgreichste Verkaufsjahr, wodurch die Baureihe Platz 3 bei den Zulassungen batterieelektrischer Pkw erreichte. 2024 rutschte er hingegen mit 7615 Einheiten auf Platz 18 ab.
|  |

|  |

|  |

|  |

|  |

|  |

|  |

|  |

|  |

|  |

|  |

|  |

|  |

|  |

|  |

|  |

|  |

|  |

|  |

|  |

|  |

|  |

|  |

|  |

|  |

|  |

|  |

|  |

|  |

|  |

|  |

|  |

|  |

|  |

|  |

|  |

|  |

|  |

|  |

|  |

|  |

|  |

|  |

|  |

|  |

|  |

|  |

|  |

|  |

|  |

|  |

|  |

|  |

|  |

|  |

|  |

|  |

|  |

|  |

|  |

|  |

|  |

|  |

|  |

|  |

|  |

|  |

|  |

|  |

|  |

|  |

|  |

|  |

|  |

|  |

|  |

|  |

|  |

|  |

|  |

|  | Elektro (73.246) |

|  | Elektro (73.246) |